# Paruline à diadème
Myiothlypis coronata
Espèce
Répartition géographique
Statut de conservation UICN

 LC  : Préoccupation mineure
La Paruline à diadème (Myiothlypis coronata, anciennement Basileuterus coronatus) est une espèce de passereaux appartenant à la famille des Parulidae.

## Distribution
La paruline à diadème se trouve au Venezuela, en Colombie, en Équateur, Pérou et en Bolivie.

## Systématique
D'après Alan P. Peterson, cette espèce est constituée des huit sous-espèces suivantes :
- M. c. regula (Todd, 1929) ;
- M. c. elata (Todd, 1929) ;
- M. c. orientalis (Chapman, 1924) ;
- M. c. castaneiceps (P. L. Sclater & Salvin, 1877) ;
- M. c. chapmani (Todd, 1929) ;
- M. c. inaequalis (J. T. Zimmer, 1949) ;
- M. c. coronata (Tschudi, 1844) ;
- M. c. notia (Todd, 1929).

## Habitat
Cette paruline habite les forêts montagneuses humides et les forêts de nuage, les lisières forestières et les forêts dégradées bien développées avec un sous-bois dense entre 1 300 m et 2 500 m, parfois jusqu'à 3 100 m d'altitude. Elle tend à occuper les altitudes plus élevées en présence de la Paruline à cou gris.